# Gail Patrick
Gail Patrick (20 de junio de 1911 – 6 de julio de 1980) fue una actriz de cine de nacionalidad estadounidense. 
Actuó principalmente como actriz secundaria durante las décadas de los treinta y cuarenta en  aproximadamente 62 películas, habitualmente en el papel de "la otra mujer" o la rival de la primera actriz. Algunos de esos papeles fueron el de compañera y rival de Ginger Rogers en Damas del teatro y su chinche amiga en Seis destinos, también la segunda esposa en Mi mujer favorita (1940), la sofisticada competidora de Anna May Wong en Dangerous to Know (1938),  la hermana de Carole Lombard en My Man Godfrey (1936). En otras cintas, en cambio, tuvo el papel protagonista, como fue el caso de Wives Under Suspicion (1938) y Disbarred (1939) o su aparición en el musical Hit Parade of 1943 junto a Susan Hayward cantando la canción de Jule Styne "Who took me home last night".

## Biografía
Su nombre era Margaret LaVelle Fitzpatrick, y nació en Birmingham (Alabama) haciendo su debut en el cine a los 21 años. Era la mediana de tres hermanos, el mayor y el menor varones. "eramos la típica familia sureña". Entre 1932-1933 haría la mayor parte de los papeles sin acreditar. Asistía al Howard College para Licenciatura y estaba estudiando para licenciarse en derecho en la Universidad de Alabama. En el verano de 1932 voló "como una alondra" a Hollywood con su hermano y empezó a trabajar en Paramount Pictures. Se casó con su tercer marido, Thomas Jackson Cornwell, un agente literario, y los dos prepararon y comenzaron a producir la exitosa serie de televisión Perry Mason, protagonizada por Raymond Burr. Perry Mason funcionó desde 1957-66, 271 episodios, en CBS y fue un enorme éxito.
Gail Patrick falleció a causa de una leucemia en 1980 en Los Ángeles, California. Tenía 69 años de edad.

## Selección de su filmografía
- To the Last Man (1933), con Randolph Scott, Esther Ralston, Buster Crabbe, y Noah Beery
- Wagon Wheels (1934), con Randolph Scott
- Rumba (1935), con George Raft y Carole Lombard
- Mississippi (El cantor del río), 1935), con Bing Crosby, W.C. Fields y Joan Bennett
- Two in the Dark (1936), con Alan Hale, Sr.
- The Preview Murder Mystery (1936)
- My Man Godfrey (1936; dirigida por Gregory La Cava), con William Powell y Carole Lombard
- Damas del teatro (1937; dirigida por Gregory La Cava), con Katharine Hepburn, Ginger Rogers, Lucille Ball, Eve Arden, Andrea Leeds, Constance Collier, Margaret Early, Adolphe Menjou, Ann Miller y Jack Carson
- King of Alcatraz (1938), con Lloyd Nolan, Harry Carey, y Robert Preston
- Mad About Music (Mentirosilla, 1938), con Deanna Durbin y William Frawley
- Dangerous to Know (1938; dirigida por Robert Florey), con Anna May Wong
- Wives Under Suspicion (El beso revelador, 1938); dirigida por James Whale), con Warren William y Frank Morgan
- Disbarred (1939; dirigida por Robert Florey), con Robert Preston
- Mi mujer favorita (1940; dirigida por Garson Kanin), con Irene Dunne y Cary Grant
- Love Crazy (Mi marido está loco, 1941), con William Powell y Myrna Loy
- Women in Bondage (1943), con Nancy Kelly
- Brewster's Millions (Mi novio está loco, 1945)